# 格利泽445
格利泽445（Gl 445）是一颗M-型主序星，位于鹿豹座中，位置靠近北极星。它目前距离太阳大约17.6光年，视星等则为10.8等。 在北回归线以北的地区整晚都可以观测，但需要望远镜的协助，肉眼无法看到。

## 旅行者1号
这颗恒星值得注意之处在于美国宇航局的旅行者1号探测器将于大约40000年后从距离它1.6光年的地方飞过。 格利泽445是一颗红矮星，质量只有太阳的四分之一到三分之一，表面温度只有大约3240 K (2966.85°C)，因此科学家们认为它的行星系不可能维持生命的存在。

## 与太阳系相遇

从20000年前到80000年后临近太阳的恒星的距离变化曲线

在旅行者1号探测器不断接近格利泽445的过程中，这颗恒星也在以每秒119千米的径向速度高速地接近太阳。当四万年之后探测器距离这颗恒星最近时，格利泽445与太阳的距离将只有1.059秒差距（约合3.45光年）， 但是其光度仍不足肉眼的观察能力极限的一半。 它将在这之后的数千年比其他任何一颗恒星离太阳都要近。

## X射线源
格利泽445能释放出X射线。